# Breddin
Breddin är en kommun och ort i Tyskland, belägen i Landkreis Ostprignitz-Ruppin i västra delen av förbundslandet Brandenburg, nordost om staden Havelberg och vid järnvägen mellan Berlin och Hamburg. Kommunen utgör administrativt en del av kommunalförbundet Amt Neustadt (Dosse) med säte i den närbelägna staden Neustadt (Dosse).

## Kommunikationer
Breddins järnvägsstation har tågförbindelser med regionalexpresståg i riktning mot Ludwigslust och Wismar samt i andra riktningen mot Berlin. Inga federala landsvägar passerar genom kommunen; närmaste större vägar är B 5, B 102 och B 107.